# Monstera adansonii
|               |                 |
| Classificação |                 |
| Reino         | Plantae         |
| Clado         | Tracheophyta    |
| Clado         | Angiosperma     |
| Clado         | Monocotiledônea |
| Ordem         | Alismatales     |
| Família       | Araceae         |
| Gênero        | Monstera        |
| Espécie       | M. adansonii    |

Monstera adansonii ou Monstera-de-Adanson  é uma espécie Angiosperma pertencente a família Araceae, que é amplamente distribuída por grande parte da América do Sul e América Central .  A M. adansonii é classificada como uma planta com hábitos de hemiepífita e pode ser comumente encontrada em florestas tropicais com condições quentes e de alta umidade.  Em relação a sua dispersão pelo globo terrestre, a espécie também pode ser encontrada ocasionalmente em regiões como as Índias Ocidentais, Antígua, Granada, Saba, São Cristóvão, Guadalupe, Maria Galante, Dominica, Martinica, Santa Lúcia, São Vicente, Tobago e Trinidad . Atualmente, existem quatro subespécies reconhecidas de Monstera adansonii subsp. adansonii, M. adansonii subsp. blanchetii, M. adansonii subsp. klotzschiana e Monstera adansonii subsp. laniata  (incomumente encontrada perto de vales de rios em altitudes mais baixas).
.Monstera adansonii ou Monstera-de-Adanson  é uma espécie Angiosperma pertencente a família Araceae, que é amplamente distribuída por grande parte da América do Sul e América Central .  A M. adansonii é classificada como uma planta com hábitos de hemiepífita e pode ser comumente encontrada em florestas tropicais com condições quentes e de alta umidade.  Em relação a sua dispersão pelo globo terrestre, a espécie também pode ser encontrada ocasionalmente em regiões como as Índias Ocidentais, Antígua, Granada, Saba, São Cristóvão, Guadalupe, Maria Galante, Dominica, Martinica, Santa Lúcia, São Vicente, Tobago e Trinidad . Atualmente, existem quatro subespécies reconhecidas de Monstera adansonii subsp. adansonii, M. adansonii subsp. blanchetii, M. adansonii subsp. klotzschiana e Monstera adansonii subsp. laniata  (incomumente encontrada perto de vales de rios em altitudes mais baixas).
.

## Descrição

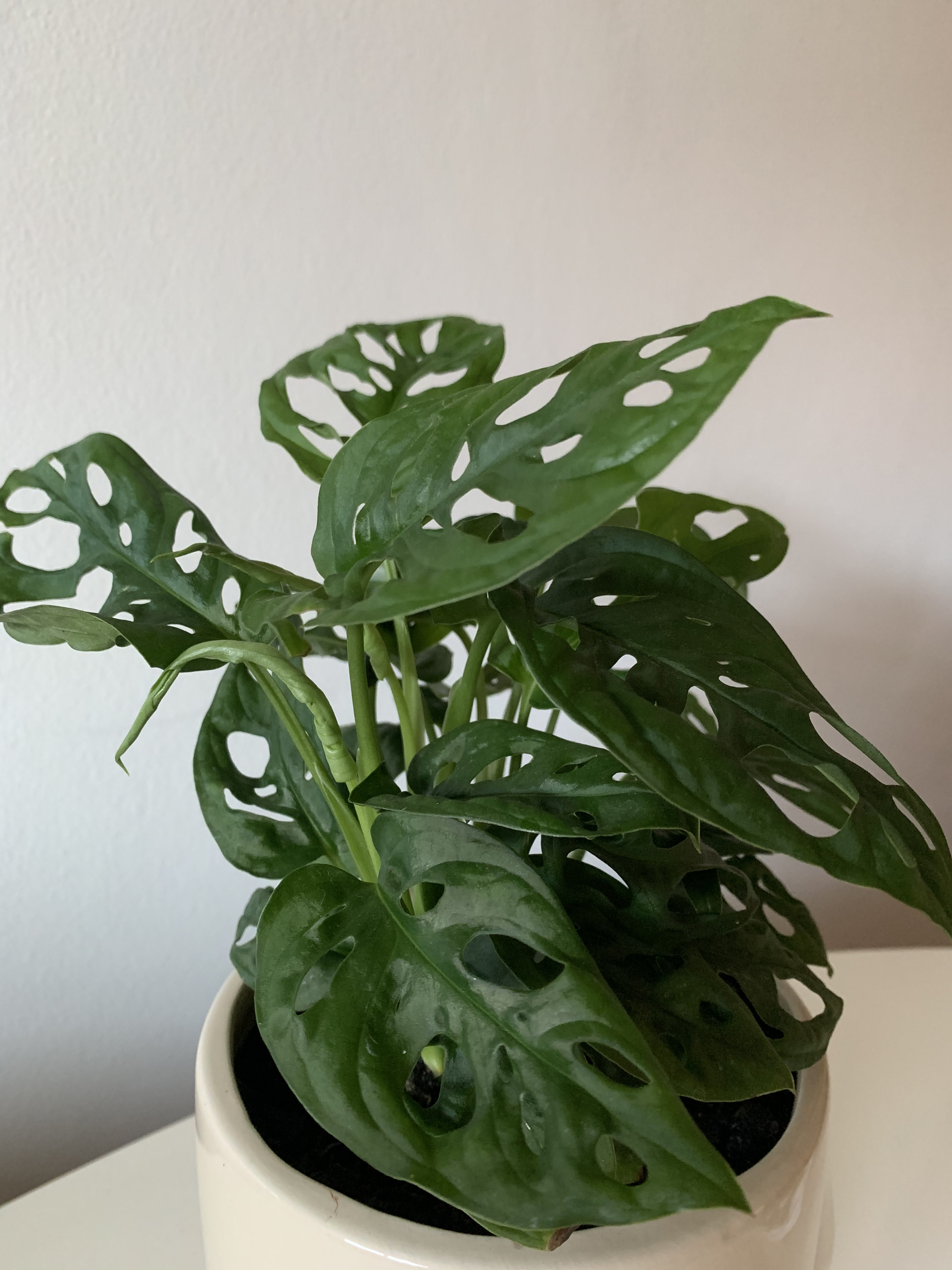
Em um vaso

Monstera adansonii é conhecida por suas lindas folhas em formato de coração. As folhas têm uma textura um tanto espessa e cerosa, e contêm grandes perfurações ovais, o que deu origem ao seu nome comum de "planta queijo suíço". Ela cresce até atingir cerca de 1,5 metros como planta de casa e até 4 metros como trepadeira em seu habitat. A Monstera-de-Adanson é uma planta de fácil cultivo em residências já que tem preferencia por luz solar indireta e um solo bem drenado . Existem algu cultivares com folhas variegadas, incluindo 'Archipelago'. 